# Komisariat Straży Granicznej „Lipusz”
Komisariat Straży Granicznej „Lipusz” – jednostka organizacyjna Straży Granicznej pełniąca służbę ochronną na granicy państwowej w latach 1928–1939.

## Formowanie i zmiany organizacyjne
Rozporządzeniem Prezydenta Rzeczypospolitej Polskiej Ignacego Mościckiego z 22 marca 1928, do ochrony północnej, zachodniej i południowej granicy państwa, a w szczególności do ich ochrony celnej, powoływano z dniem 2 kwietnia 1928 Straż Graniczną.
Rozkazem nr 2 z 19 kwietnia 1928 w sprawie organizacji Pomorskiego Inspektoratu Okręgowego dowódca Straży Granicznej gen. bryg. Stefan Pasławski przydzielił komisariat „Lipusz” do Inspektoratu Granicznego nr 6 „Kościerzyna” i określił jego strukturę organizacyjną. Rozkazem nr 12 z 10 stycznia 1930 w sprawie reorganizacji Pomorskiego Inspektoratu Okręgowego komendant Straży Granicznej płk Jan Jur-Gorzechowski ustalił nową organizację komisariatu.

## Służba graniczna
Kierownik Pomorskiego Inspektoratu Okręgowego Straży Granicznej mjr Józef Zończyk w rozkazie organizacyjnym nr 2 z 8 czerwca 1928 udokładnił linie rozgraniczenia komisariatu. Granica północna: kamień graniczny nr 137; granica południowa: kamień graniczny nr C 002.
Sąsiednie komisariaty
- komisariat Straży Granicznej „Sierakowice” ⇔ komisariat Straży Granicznej „Prądzona” − 1928[2]
- komisariat Straży Granicznej „Sulęczyn” ⇔ komisariat Straży Granicznej „Borzyszkowy” − 1930[3]

## Funkcjonariusze komisariatu

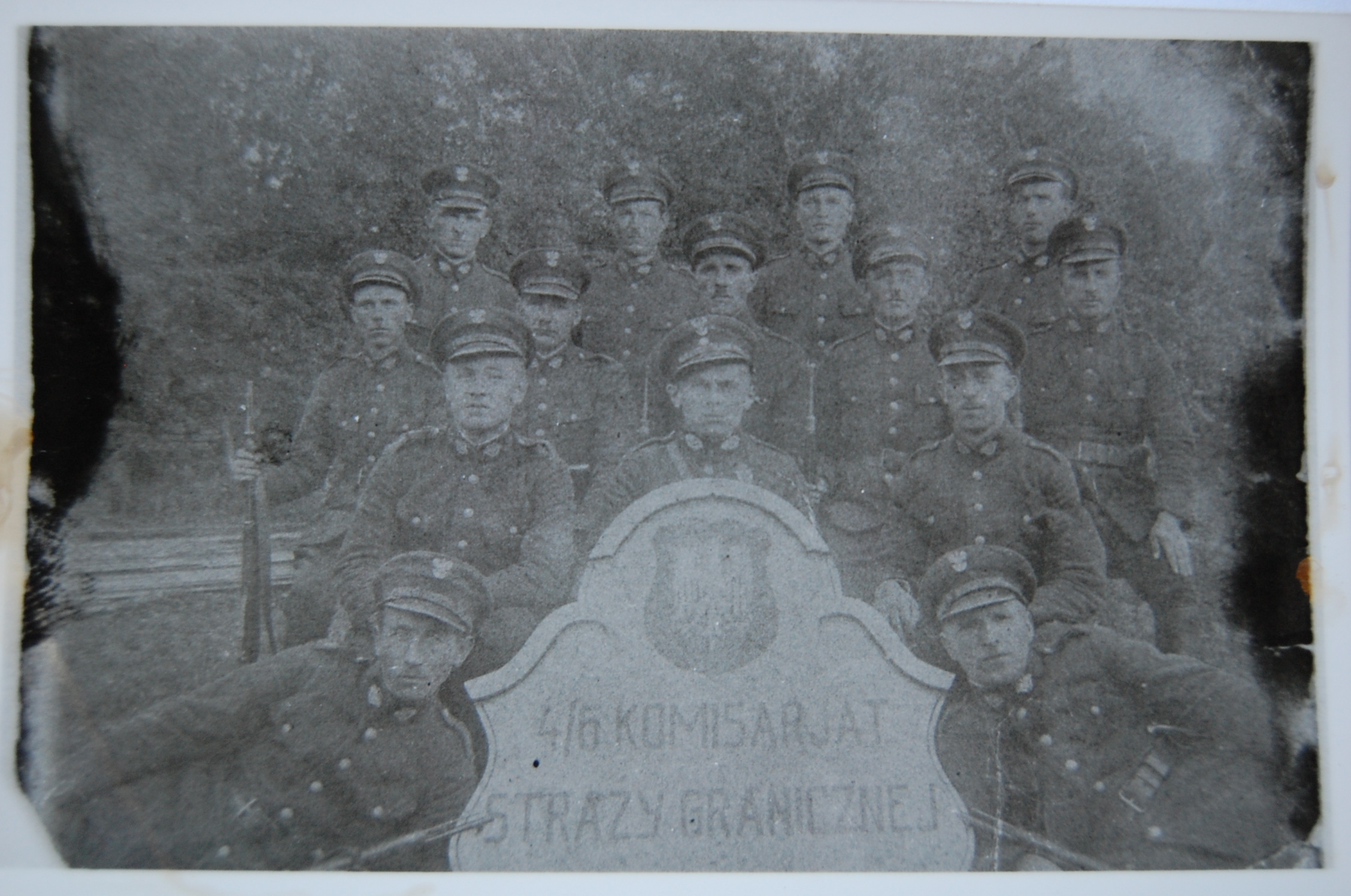
4/6 Komisariat Straży Granicznej Lipusz

| Kierownicy/komendanci komisariatu | Kierownicy/komendanci komisariatu | Kierownicy/komendanci komisariatu | Kierownicy/komendanci komisariatu |
| stopień                           | imię i nazwisko                   | okres pełnienia służby            | kolejne stanowisko                |
| --------------------------------- | --------------------------------- | --------------------------------- | --------------------------------- |
| komisarz                          | Leon Ordyniec                     | 1 V 1928 –                        |                                   |
| aspirant                          | Kazimierz Witrylak                | 27 VI 1939 –                      |                                   |
| Zastępcy komendanta komisariatu   |                                   |                                   |                                   |
| strażnik                          | Jan Kostur                        | 1 V 1939 –                        |                                   |

## Struktura organizacyjna
Organizacja komisariatu w kwietniu 1928:
- komenda − Lipusz
- placówka Straży Granicznej I linii „Jelenowo”
- placówka Straży Granicznej I linii „Wygoda”
- placówka Straży Granicznej I linii „Skwierawy”
- placówka Straży Granicznej I linii „Dywan”
- placówka Straży Granicznej II linii „Lipusz”
- placówka Straży Granicznej II linii „Kościerzyna”

Organizacja komisariatu w styczniu 1930:
- komenda − Lipusz
- placówka Straży Granicznej I linii „Nakło” (była placówka „Wygoda”)
- placówka Straży Granicznej I linii „Skwierawy”
- placówka Straży Granicznej I linii „Zelewiec”
- placówka Straży Granicznej I linii „Dywan”
- placówka Straży Granicznej II linii „Lipusz”[a]
- placówka Straży Granicznej II linii „Kościerzyna”[b]

Organizacja komisariatu w 1936:
- komenda − Lipusz
- placówka Straży Granicznej II linii Lipusz
- placówka Straży Granicznej II linii Kościerzyna
- placówka Straży Granicznej I linii Nakla
- placówka Straży Granicznej I linii Skwierawy
- placówka Straży Granicznej I linii Zelewiec
- placówka Straży Granicznej I linii Dywan